# Ofla
Ofla est l’un des 36 woredas de la région du Tigré, en Éthiopie.